# Voleibol de praia nos Jogos Pan-Americanos de 2011
O voleibol de praia nos Jogos Pan-Americanos de 2011 foi disputado entre 16 e 22 de outubro no Estádio Pan-Americano de Voleibol de Praia, em Puerto Vallarta, no México. Contou com os torneios feminino e masculino e um total de 64 duplas participantes.

## Calendário
| Outubro           | 13 | 14 | 15 | 16 | 17 | 18 | 19 | 20 | 21 | 22 | 23 | 24 | 25 | 26 | 27 | 28 | 29 | 30 |
| ----------------- | -- | -- | -- | -- | -- | -- | -- | -- | -- | -- | -- | -- | -- | -- | -- | -- | -- | -- |
| Voleibol de praia |    |    |    |    |    |    |    |    | 1  | 1  |    |    |    |    |    |    |    |    |

|  | Dia de competição |  | Dia de final |

## Medalhistas
| Evento             | Ouro                                    | Prata                                    | Bronze                                           |
| ------------------ | --------------------------------------- | ---------------------------------------- | ------------------------------------------------ |
| Masculino detalhes | Alison Cerutti Emanuel Rego BRA Brasil  | Farid Mussa Igor Hernández VEN Venezuela | Pablo Suárez Santiago Etchegaray ARG Argentina   |
| Feminino detalhes  | Juliana Silva Larissa França BRA Brasil | Bibiana Candelas Mayra García MEX México | Yamileska Yantín Yarleen Santiago PUR Porto Rico |

## Quadro de medalhas
| Ordem | País           | Medalha de ouro | Medalha de prata | Medalha de bronze |   |
| ----- | -------------- | --------------- | ---------------- | ----------------- | - |
| 1     | BRA Brasil     | 2               |                  |                   | 2 |
| 2     | MEX México     |                 | 1                |                   | 1 |
|       | VEN Venezuela  |                 | 1                |                   | 1 |
| 3     | ARG Argentina  |                 |                  | 1                 | 1 |
|       | PUR Porto Rico |                 |                  | 1                 | 1 |
| TOTAL | TOTAL          | 2               | 2                | 2                 | 6 |